# Dororo (pel·lícula)
Dororo (どろろ, Dororo, lit. lladre) és una pel·lícula d'acció japonesa de fantasia fosca del 2007 dirigida per Akihiko Shiota basada en la sèrie de manga dels anys 60 d'Osamu Tezuka. Va ser filmada a Nova Zelanda. Universal Pictures va agafar els drets dels EUA, mentre que MVM Films té els drets del Regne Unit. El productor de Better Luck Tomorrow, Ernesto Foronda suposadament, està treballant en una versió de Hollywood de Dororo.
La història de la pel·lícula té algunes diferències importants amb la del manga, una de les quals és que Hyakkimaru i Dororo són significativament més grans que les seves encarnacions de manga.

## Argument
Dororo és una dona jove que assumeix la identitat d'un home malgrat que els altres veuen a través del seu exterior descarat i sovint violent. Quan el seu pare va ser assassinat per Daigo quan va intentar cridar el senyor de la guerra, la noia i la seva mare van escapar al desert. A petició de la seva mare, per tal de continuar la venjança insuperable del seu pare contra Daigo, el nen assumeix la identitat d'un home i creix sense una llar permanent ni cap amic. Com a resultat, es converteix en una lladre per guanyar-se la vida. Al llarg de la seva vida, ha negat qualsevol nom, citant que els millors lladres mai van revelar els seus noms, ja que fer-ho significava que podien ser caçats i arrestats. Només després de viatjar amb Hyakkimaru decideix prendre el nom de "Dororo", ja que aquest nom havia estat un dels molts que Hyakkimaru havia adquirit durant els seus viatges anteriors. Encara que en Hyakkimaru ho va explicar com a "Petit Monstre", en Dororo va sentir que li anava millor mentre Hyakkimaru va mantenir el seu nom anterior.
Abandonat en néixer, el cos d'Hyakkimaru va ser venut als dimonis pel seu pare biològic, la qual cosa va provocar que li falten 48 parts del cos. Només sobreviu perquè és descobert per un mestre encanteri, que s'apiada d'ell i substitueix les parts del seu cos que li falten per les dels nens difunts. Des de petit, Hyakkimaru atrau una quantitat desproporcionada d'atenció dels éssers sobrenaturals, especialment dels malignes. Aquest magnetisme sobrenatural provoca la mort del seu pare adoptiu. Hyakkimaru és destruït emocionalment, però comença la recerca per destruir els dimonis i recuperar el cos que li van robar en néixer.
Entre els dimonis que troba Hyakkimaru hi ha un Jorōgumo, la dimònia arna Maimai´Onba (まいまいおんば) que segresta nens abandonats per alimentar la seva descendència Hanyō, un monstre de cirerer i un llangardaix en flor. Després de matar un Daitengu i recuperar el seu braç dret, Hyakkimaru s'assabenta que la seva maledicció va ser obra del seu pare biològic i que aquest home era en realitat Daigo. Matant un parell de dimonis gossos que el turmentaven per aquesta revelació, Hyakkimaru guanya els seus ulls reals i més tard s'enfronta a l'alba per Tahōmaru, l'home que va aprendre a ser el seu germà petit. Expressant una ràbia gelosa cap a Hyakkimaru a causa dels sentiments de la seva mare per ell, la ira resultant de Tahōmaru provoca un enfrontament en el qual és assassinat accidentalment per Hyakkimaru.
Aleshores, Daigo arriba i mata a la seva dona mentre ella, malgrat la seva pròpia desesperació per la mort de Tahōmaru, intenta persuadir a Daigo de perdonar la vida d'Hyakkimaru, ara el seu únic fill viu. Encara que va estar a prop de matar el seu pare, Hyakkimaru es nega i separa el seu pare mentre li deia que s'esforcés i creés la utopia que abans havia imaginat. No obstant això, amb la promesa de tornar a la vida a Tahōmaru, Daigo va vendre el seu cos a un dels dimonis amb qui va fer el pacte original. Dororo va intentar convèncer en Daigo que no ho fes, dient-li que el dimoni utilitzaria el seu cos per governar la terra i provocar una major desesperació i sofriment entre la gent. Tot i així, en Daigo accepta la proposta, però va poder aconseguir el control suficient per mantenir el monstre a ratlla perquè Hyakkimaru el matés. Un cop mort, Hyakkimaru va renovar el seu cor, però es va queixar que el dolor al pit no va disminuir després, una indicació que sentia remordiments per primera vegada a la seva vida. Tot i que més tard se li va oferir el tron, Hyakkimaru declina i li confia al seu germà petit mentre ell i Dororo continuen la seva recerca per matar les dues dotzenes de dimonis restants.

## Repartiment
- Satoshi Tsumabuki - Hyakkimaru
- Eita Nagayama- Tahomaru
- Kō Shibasaki - Dororo
- Kiichi Nakai - Lord Kagemitsu Daigo
- Yoshio Harada - Jukai
- Eita- Tahomaru
- Mieko Harada - Yuri
- Katsuo Nakamura - Bip
- Tetta Sugimoto - Sabame

## Reconeixements
| Any  | Premi                                                      | Categoria      | Receptor  | Result |
| ---- | ---------------------------------------------------------- | -------------- | --------- | ------ |
| 2007 | XL Festival Internacional de Cinema Fantàstic de Catalunya | Akihiko Shiota | Guanyador |        |